# 阿姆斯特丹鎮區 (愛荷華州漢考克縣)
阿姆斯特丹鎮區（英語：Amsterdam Township）是位於美國愛荷華州漢考克縣的一個行政鎮區。

## 地方資料
根據2010年美國人口普查的數據，阿姆斯特丹鎮區的面積為92.83平方千米，當中陸地面積為92.68平方千米，而水域面積為0.15平方千米。當地共有人口927人，而人口密度為每平方千米9.99人。